# Badonviller
Badonviller é uma comuna francesa na região administrativa de Grande Leste, no departamento de Meurthe-et-Moselle. Estende-se por uma área de 21,95 km². Em 2010 a comuna tinha 1 580 habitantes (densidade: 72 hab./km²).